# Antoni Tadeusz Przezdziecki
Antoni Tadeusz Przezdziecki herbu Roch III (ur. 5 września 1718 w Trokach – zm. 28 marca 1772 w Warszawie) – podkanclerzy litewski od 1764, referendarz wielki litewski od 1752, podczaszy wielki litewski od 1750, pisarz wielki litewski od 1739, wójt miński w 1752 roku, regimentarz partii białoruskiej armii litewskiej w 1764 roku, starosta piński, miński i błudeński, dyrektor wileńskiego sejmiku elekcyjnego w 1747 roku.
Syn Aleksandra, kasztelana inflanckiego, i Konstancji Aleksandry z Kamińskich.
Nauki pobierał w Akademii Wileńskiej. W 1733 roku wziął udział w elekcji Stanisława Leszczyńskiego. W 1739 roku został deputatem z powiatu starodubowskiego i marszałkiem Trybunału Głównego Wielkiego Księstwa Litewskiego. Poseł na sejmy w 1740 i 1744 roku z powiatu starodubowskiego, poseł inflancki na sejm 1748 roku, 1750, 1752, 1754. Był jednym z najbardziej zagorzałych stronników familii Czartoryskich na Litwie.
Był jednym z organizatorów i rzeczywistym przywódcą konfederacji generalnej Wielkiego Księstwa Litewskiego w 1764 roku. Był członkiem konfederacji Czartoryskich w 1764 roku i posłem na sejm konwokacyjny (1764) z województwa mińskiego. Uczestniczył w elekcji Stanisława Augusta Poniatowskiego jako duktor województwa mińskiego. W 1766 roku był komisarzem Komisji Menniczej. W 1768 roku przeciwstawił się wysłaniu wojsk koronnych przeciwko oddziałom konfederacji barskiej. W sierpniu 1770 jego dobra zasekwestrowali Rosjanie.
3 sierpnia 1757 został kawalerem Orderu Orła Białego.